# Liste des phares de Porto Rico

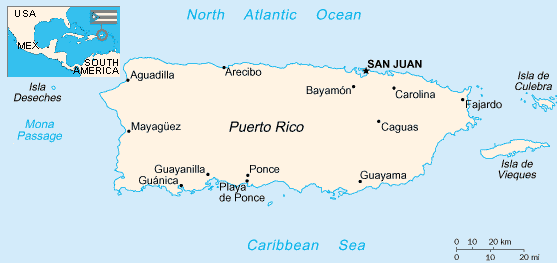
Carte de Porto Rico

La Liste des phares de Porto Rico présente les 16 phares de l’île de Porto Rico, île la plus à l'est des Grandes Antilles, ancienne colonie espagnole qui fait désormais partie du Commonwealth autonome des États-Unis depuis 1898.
Les phares sont situés dans des zones isolées et bien visibles avec une bonne visibilité vers la mer. Les 16 phares qui subsistent à Porto Rico comprennent 11 phares historiques construits par les Espagnols avant l'annexion des États-Unis. Certains de ces phares espagnols sont des monuments nationaux vénérés, mais plusieurs autres sont abandonnés et en voie de disparition. En 1900, la United States Lighthouse Board a acquis la responsabilité des phares qui sont entretenus par la Garde côtière depuis 1939, puis par les autorités locales.
En 1981, les phares de Porto Rico ont été inscrits au registre national des lieux historiques. En 2000, le gouvernement de Porto Rico les a inscrites au National Register of Historic Places listings in Puerto Rico (en). Certains des phares ont été entièrement restaurés et sont ouverts au public. En 2001, en vertu de la loi sur la National Historic Lighthouse Preservation Act (en), le phare de Cape San Juan est devenu le premier phare à être transféré à une organisation non gouvernementale à Porto Rico.

## Porto Rico
| Nom                           | Lieu                  | Coordonnées                          | Mise en service | Caractéristiques | Image |
| ----------------------------- | --------------------- | ------------------------------------ | --------------- | ---------------- | ----- |
| Phare de Los Morillos         | Cabo Rojo             | 17° 56′ 01,2″ N, 67° 11′ 31,9″ O     | 1882            | FI W 20s         |       |
| Phare d'Isla Mona             | Isla Mona Mayagüez    | 18° 05′ 05,2″ N, 67° 51′ 04,4″ O     | 1900 1976       | FI W 5s          |       |
| Phare de Punta Higuero        | Rincón                | 18° 21′ 43,3″ N, 67° 16′ 15,5″ O     | 1892            | Oc W 4s          |       |
| Phare de Punta Borinquen      | Aguadilla             | 18° 29′ 50″ N, 67° 08′ 56″ O         | 1892            | FI(2) W 15s      |       |
| Phare d'Arecibo               | Arecibo               | 18° 28′ 55,076″ N, 66° 41′ 55,335″ O | 1898            | FI W 5s          |       |
| Phare de San Juan             | San Juan              | 18° 28′ 15,79″ N, 66° 07′ 25,01″ O   | 1908            | FI(3) W 40s      |       |
| Phare de Cabo San Juan        | Fajardo               | 18° 22′ 52″ N, 65° 37′ 05,7″ O       | 1882            | FI W 15s         |       |
| Phare de Culebrita            | Culebrita Culebra     | 18° 18′ 49,3″ N, 65° 13′ 38,8″ O     | 1886            | Inactif          |       |
| Phare de Isla Cabras          | Isla Cabras Ceiba     | 18° 12′ 42″ N, 65° 36′ 00″ O         | 1908-1946       | Détruit en 1966  |       |
| Phare de Punta Mulas          | Vieques               | 18° 09′ 16,1″ N, 65° 26′ 37,8″ O     | 1896            | Oc R 4s          |       |
| Phare de Puerto Ferro         | Vieques               | 18° 05′ 46,78″ N, 65° 25′ 25,76″ O   | 1896            | Inactif          |       |
| Phare de Punta Tuna           | Maunabo               | 17° 59′ 17,9″ N, 65° 53′ 07,5″ O     | 1892            | FI(2) W 30s      |       |
| Phare de Punta de las Figuras | Arroyo                | 17° 57′ 17,92″ N, 66° 02′ 51,56″ O   | 1893            | Inactif          |       |
| Phare d'Isla Cardona          | Isla Cardona Ponce    | 17° 57′ 24,48″ N, 66° 38′ 06″ O      | 1889            | FI W 4s          |       |
| Phare de Caja de Muertos      | Caja de Muertos Ponce | 17° 53′ 35,37″ N, 66° 31′ 16,28″ O   | 1887            | FI W 30s         |       |
| Phare de Guánica              | Guánica               | 17° 57′ 03″ N, 66° 54′ 11″ O         | 1893            | Inactif          |       |